# روبرت بوجري مامبي
روبرت بوجري مامبي (من مواليد 1 يناير 1952) سياسي و مهندس مدني في ساحل العاج شغل منصب رئيس الوزراء منذ 17 أكتوبر 2023.
ولد في مقاطعة دابو في منطقة غراند بونتس، وتلقى تعليمه في المدرسة الوطنية العليا للأشغال العامة بـ أبيدجان وفي مدرسة الوطنية للجسور والطرق بـ باريس. وفي عام 2011 تم تعيينه حاكما لمنطقة أبيدجان المتمتعة بالحكم الذاتي. وفي 16 أكتوبر 2023 عينه الرئيس الحسن واتارا رئيسا للوزراء.